# نیژنیه چاژستروو
نیژنیه چاژستروو (به لاتین: Nizhneye Chazhestrovo) یک منطقهٔ مسکونی در روسیه است که در استان آرخانگلسک واقع شده‌است.